# Periscyphis dhofarensis
Periscyphis dhofarensis is een pissebed uit de familie Eubelidae. De wetenschappelijke naam van de soort is voor het eerst geldig gepubliceerd in 2000 door Taiti, Ferrara & Davolos.